# MM vol. 1 Mixtape
MM vol. 1 Mixtape è il secondo mixtape del rapper italiano MadMan, pubblicato il 28 giugno 2013 dalla Harsh Times.

## Descrizione
Distribuito gratuitamente, il mixtape comprende 18 brani, tra cui Come ti fa Mad, unico singolo estratto nonché prima pubblicazione dell'artista attraverso l'etichetta Tanta Roba di Gué Pequeno dei Club Dogo.

## Tracce
1. Intro (scusate il ritardo) – 2:53
2. Come ti fa Mad (prod. PK) – 2:57
3. Freaks – 2:00
4. Senza finto Bon Ton (feat. Killa Cali) – 2:57
5. Bunkerino (feat. Sercho) – 2:48
6. WTF – 2:48
7. Guarda mamma (feat. Uzi Junkana, Mostro) – 2:28
8. Molly (feat. Mattaman) – 2:39
9. Pay Day – 3:41
10. Weed Porn (feat. Nacho) – 2:52
11. Tutti Kings Online (feat. Jack the Smoker) – 3:59
12. Numbers (feat. Enigma, Ensi) – 2:27
13. C'ho flow – 2:43
14. Gas Pedal (feat. Corrado) – 2:19
15. NLS (feat. Gemitaiz, Luchè) – 5:07
16. Stiahh! RMX (feat. Pedar Poy) – 1:59
17. Quello che cerco (feat. Pakos) – 3:03
18. 5 AM – 2:34

## Formazione
Musicisti
- MadMan – voce
- Killa Cali – voce aggiuntiva (traccia 4)
- Sercho – voce aggiuntiva (traccia 5)
- Uzi Junkana – voce aggiuntiva (traccia 7)
- Mostro – voce aggiuntiva (traccia 7)
- Mattaman – voce aggiuntiva (traccia 8)
- Nacho – voce aggiuntiva (traccia 10)
- Jack the Smoker – voce aggiuntiva (traccia 11)
- Enigma – voce aggiuntiva (traccia 12)
- Ensi – voce aggiuntiva (traccia 12)
- Corrado – voce aggiuntiva (traccia 14)
- Gemitaiz – voce aggiuntiva (traccia 15)
- Luchè – voce aggiuntiva (traccia 15)
- Pedar Poy – voce aggiuntiva (traccia 16)
- Pakos – voce aggiuntiva (traccia 17)

Produzione
- PK – produzione
- Mixer-T – missaggio